# Gestió activa de cues
En encaminadors i commutadors, la gestió activa de la cua (AQM) és la política de deixar caure paquets dins d'una memòria intermèdia associat a un controlador d'interfície de xarxa (NIC) abans que la memòria intermèdia s'ompli, sovint amb l'objectiu de reduir la congestió de la xarxa o millorar l'extrem a extrem. latència. Aquesta tasca la realitza el planificador de xarxa, que per a aquest propòsit utilitza diversos algorismes com ara la detecció precoç aleatòria (RED), la notificació explícita de congestió (ECN) o el retard controlat (CoDel). La RFC 7567 recomana la gestió activa de cues com a pràctica recomanada.

## Visió general
Un encaminador d'Internet normalment manté un conjunt de cues, una o més per interfície, que contenen els paquets programats per sortir a aquesta interfície. Històricament, aquestes cues utilitzen una disciplina drop-tail : un paquet es posa a la cua si la cua és més curta que la seva mida màxima (mesurada en paquets o en bytes), i s'elimina en cas contrari.
Les disciplines de cua actives deixen o marquen paquets abans que la cua s'ompli. Normalment, funcionen mantenint una o més probabilitats de caiguda/marca i ocasionalment deixant anar o marcar paquets segons les probabilitats abans que la cua s'ompli.

### Beneficis
Les cues de cua caiguda tenen tendència a penalitzar els fluxos explosius i a provocar una sincronització global entre els fluxos. En deixar caure paquets de manera probabilística, les disciplines AQM solen evitar aquests dos problemes.
En proporcionar als punts finals una indicació de congestió abans que la cua s'ompli, les disciplines d'AQM són capaços de mantenir una longitud de cua més curta que les cues de cua caiguda, la qual cosa combat el bufferbloat i redueix la latència de la xarxa.

### Inconvenients
Les primeres disciplines d'AQM (sobretot RED i SRED) requereixen una ajustada acurada dels seus paràmetres per tal de proporcionar un bon rendiment. Aquests sistemes no es comporten de manera òptima des de la perspectiva de la teoria del control. Les disciplines AQM modernes (ARED, Blue, PI, CoDel, CAKE) s'autoajusten i es poden executar amb els seus paràmetres predeterminats en la majoria de circumstàncies.
Històricament, els enginyers de xarxa han estat entrenats per evitar la pèrdua de paquets i, per tant, de vegades s'han mostrat crítics amb els sistemes AQM que deixen caure paquets: "Per què hauria de deixar caure paquets perfectament bons quan encara tinc espai de memòria intermèdia lliure?"

## Simulació
S'estableix una plataforma de simulació de gestió activa de cues i denegació de servei (AQM&DoS) basada en el codi de simulació NS-2 de l'algorisme RRED. La plataforma de simulació AQM&DoS pot simular una varietat d'atacs de DoS (DoS distribuït, DoS de falsificació, DoS de baixa taxa, etc.) i algorismes AQM (RED, RRED, SFB, etc.). Calcula i registra automàticament el rendiment mitjà dels fluxos TCP normals abans i després dels atacs DoS per facilitar l'anàlisi de l'impacte dels atacs DoS en els fluxos TCP normals i els algorismes AQM.